# Bassaniodes turlan
Bassaniodes turlan is een spinnensoort uit de familie van de krabspinnen (Thomisidae).
De wetenschappelijke naam van de soort werd in 1990 als Xysticus turlan gepubliceerd door Joeri Michailovitsj Maroesik en Dmitri Viktorovich Logunov.